# Segelwagen

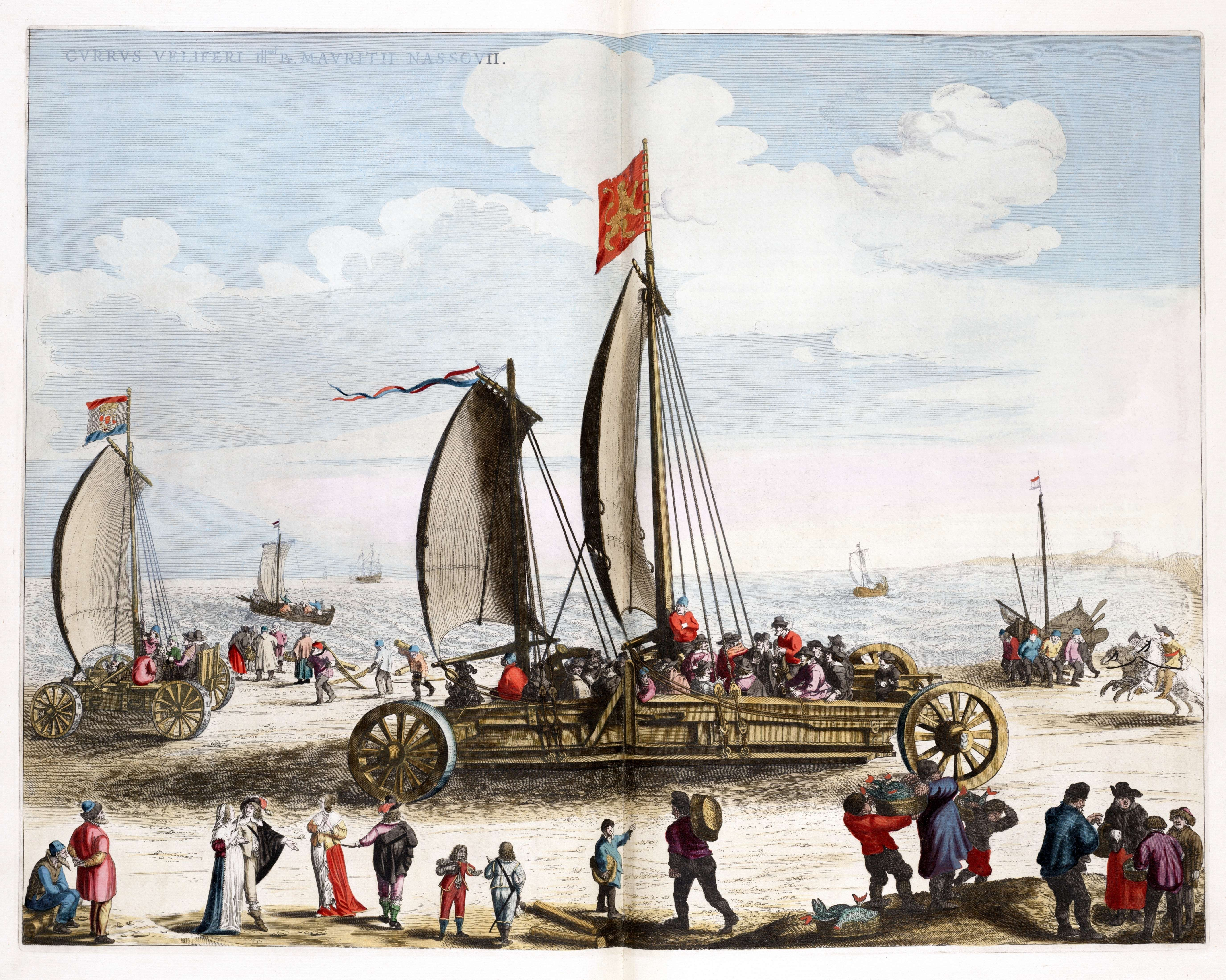
Segelwagen von Simon Stevin für Prinz Moritz von Oranien im Jahr 1600

Ein Segelwagen (auch Windwagen oder Landsegler) ist ein mittels eines Segels windangetriebener Wagen, der – von äußerer Kraft angetrieben – nicht zu den Automobilen (selbstbewegter Wagen) gerechnet wird. Das Prinzip findet beim heutigen Strandsegeln Anwendung.

## China

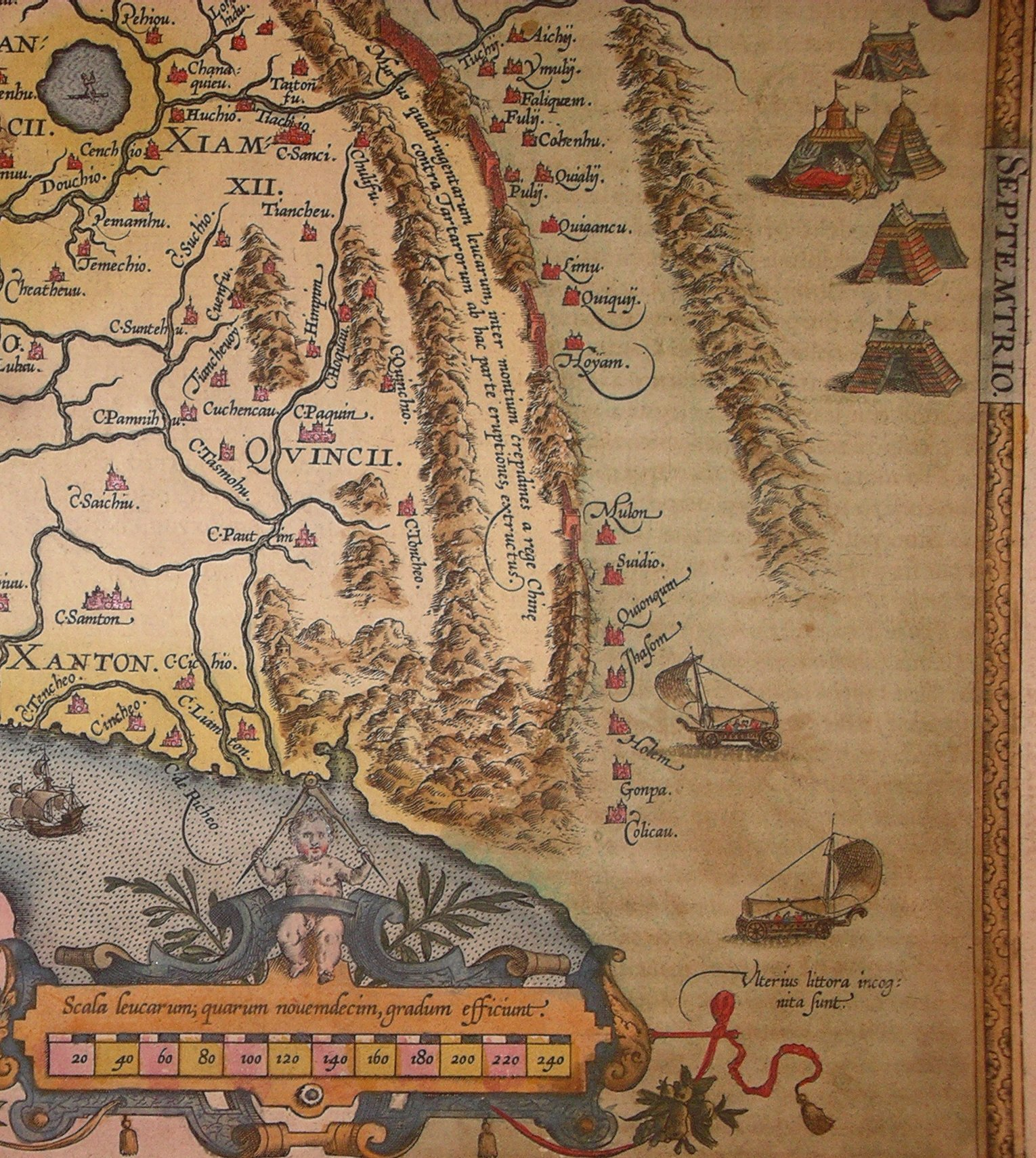
Chinesische Segelwagen, Ausschnitt aus der Karte von Abraham Ortelius (1584)

Die Chinesen, deren windreiche Ebenen im Norden günstige Voraussetzungen boten, bauten die ersten Landsegler.
Die Erfindung soll der Ersterwähnung im Buch vom Meister der goldenen Halle zufolge, das dem Gelehrtenkaiser Liang (Regierungszeit 552–554 n. Chr.) zugeordnet wird, von dem Philosophen Kao-ts'ang gemacht worden sein. Der Wagen konnte gemäß der Beschreibung 30 Personen befördern und viele hundert Kilometer am Tag zurücklegen.
Auf der berühmten Chinakarte des flämischen Kartographen Abraham Ortelius aus dem Jahre 1584 sind mehrere Segelwagen dargestellt. Die Karte stammt aus dem Atlas Theatrum Orbis Terrarum und ist die erste in Europa erschienene Detailkarte von China.

### Literarisches
Die Berichte europäischer Reisender von den chinesischen Windwagen wirkten anregend auf die Phantasie der Europäer und wurden auch von Dichtern aufgegriffen.
1589 schrieb Jan Huygen van Linschoten in seinem Buch Itinerario: „Die Chinesen sind großartige und einfallsreiche Handwerker, was schon das Kunsthandwerk aus diesem Land zeigt. Sie bauen und benutzen Karren mit Segeln und Rädern, die so geschickt gefertigt sind, dass sie auf dem Felde vom Wind vorangetrieben werden – gerade so als führen sie auf dem Wasser.“
In John Miltons Versepos Paradise Lost (1667) heißt es z. B.: „Auf Sericanas unfruchtbaren Flächen (…), wo unter Wind und Segeln Chinesen ihre Bambuswagen lenken.“

## Europa um 1600: Simon Stevin

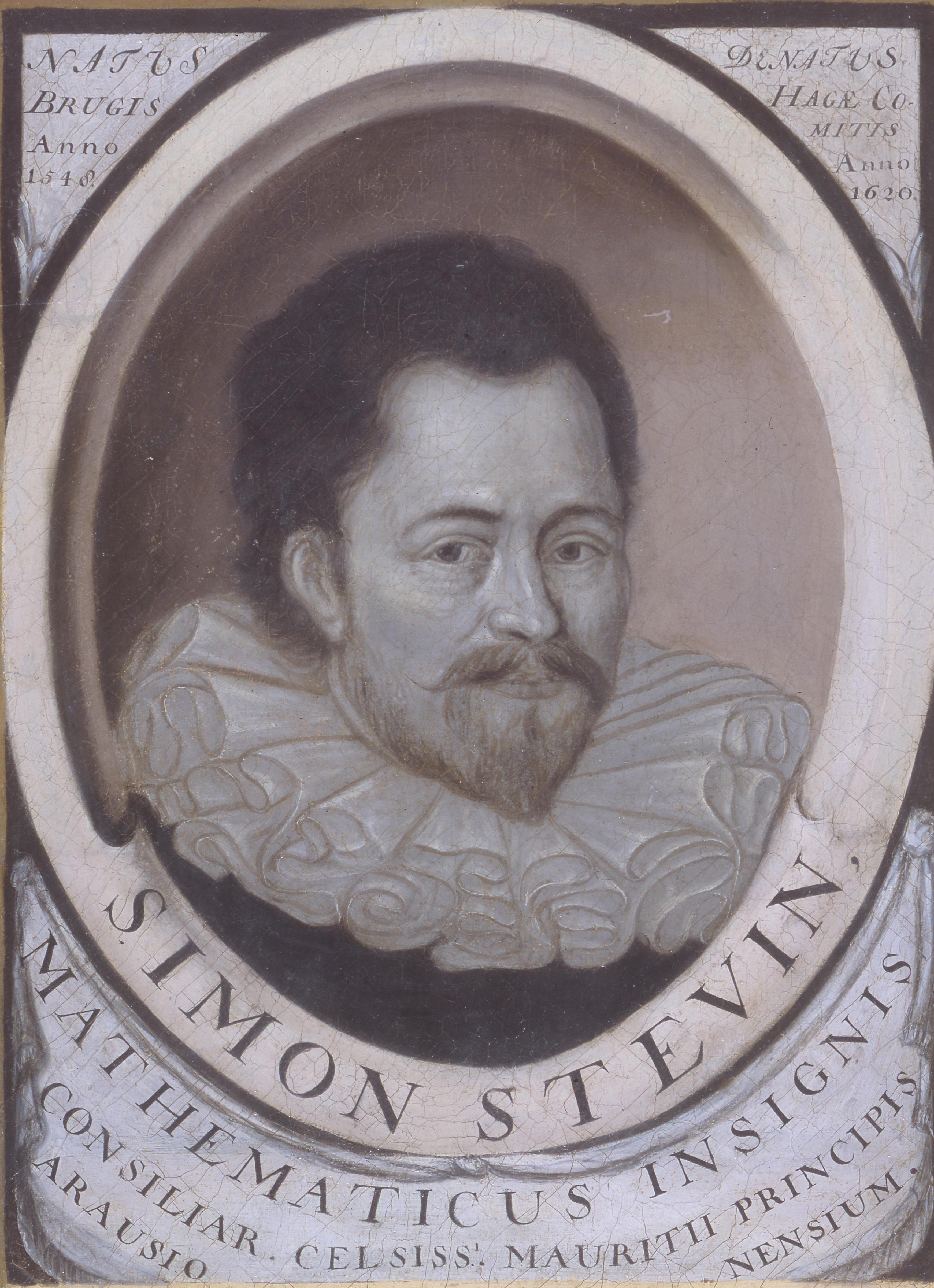
Simon Stevin

In Europa baute um 1600 der Mathematiker, Physiker und Wasserbauingenieur Simon Stevin (1548–1620), angeregt von den Berichten über die Landsegler in China, für Prinz Moritz von Oranien den ersten Segelwagen. Stevin fuhr ungefähr im Jahr 1600 mit Prinz Moritz von Oranje und 26 anderen Personen an der Küste von Scheveningen und Petten. Teilnehmer einer der Fahrten war auch der Gelehrte Grotius. Das Fahrzeug legte in weniger als zwei Stunden eine Strecke von etwa 95 km zurück.
Der Schriftsteller Laurence Sterne behandelt in seinem ab 1759 erschienenen, mehrbändigen Roman Leben und Ansichten von Tristram Shandy, Gentleman auch Stevin, den er Stevinus nennt, und den von Stevin(us) gebauten Landsegler.
Ein Modell des Wagens wurde bis 1802 aufbewahrt. Die damals vor allem in Holland gebauten Landsegler erreichten Geschwindigkeiten von 50 km/h.

### Bildwerke
1640 verwendete ein Künstler, vermutlich Hendrik Gerritz Pot, das Bild eines Segelwagens für sein satirisches Ölgemälde Floras Narrenwagen (Floras Mallewagen) in Anspielung auf den spekulativen Tulpenhandel, der 1637 zusammenstürzte. Das Bild hängt heute im Frans Hals Museum in Haarlem.
Dieses Bild folgt weitgehend dem Kupferstich Der Narrenwagen oder der Abschied der Blumenliebhaber aus 1637 von Crispyn van der Passe d. J., darstellend die Blumenkönigin Flora und 5 Personen am Segelwagen mit vom Windstrahl geblähtem Rahsegel.

## 19. Jahrhundert
In den Vereinigten Staaten erweckten die Great Plains die Hoffnung mehrere unabhängiger Erfinder, durch Segel angetriebene Wagen als Verkehrsmittel nutzen zu können. Realisiert wurde das Projekt eines Erfinders namens Thomas, der in den 1850er Jahren in Westport, Missouri mit einem Segelwagen aufbrach, und innerhalb von sechs Tagen Kalifornien erreichen wollte. Er kam immerhin rund 100 km bis Council Grove, wo sein Wagen bei einem Sturz schwer beschädigt wurde. Walt Disney produzierte 1961 den Zeichentrick-Kurzfilm Saga of Windwagon Smith in Anlehnung an den historischen Erfinder Thomas und seinen Planwagen mit Segelantrieb.
Schon in den 1820ern experimentierte der englische Lehrer George Pocock mit einer lenkdrachengetriebenen Kutsche um der Pferdesteuer auszuweichen.

## Gegenwart

### Bauer 1969
Andrew B. Bauer († 6. September 2010), Bauer Associates, Orange, CA, später Aerodynamiktechniker bei Douglas Aircraft wettete 1969 mit dem Fachkollegen Apollo M.O. Smith (1911–1997) und baute und fuhr 1969 einen mit 2 seitlichen Stützrädern 4-rädrigen Wagen und verstellbarem zweiblättrigem Rotor als Segel schneller als der Rückenwind (DDWFTTW = Dead Downwind Faster Than the Wind). Seine Arbeit basierte auf einem Theorie-Paper eines Studenten etwa 20 Jahre davor.

### Strandsegler

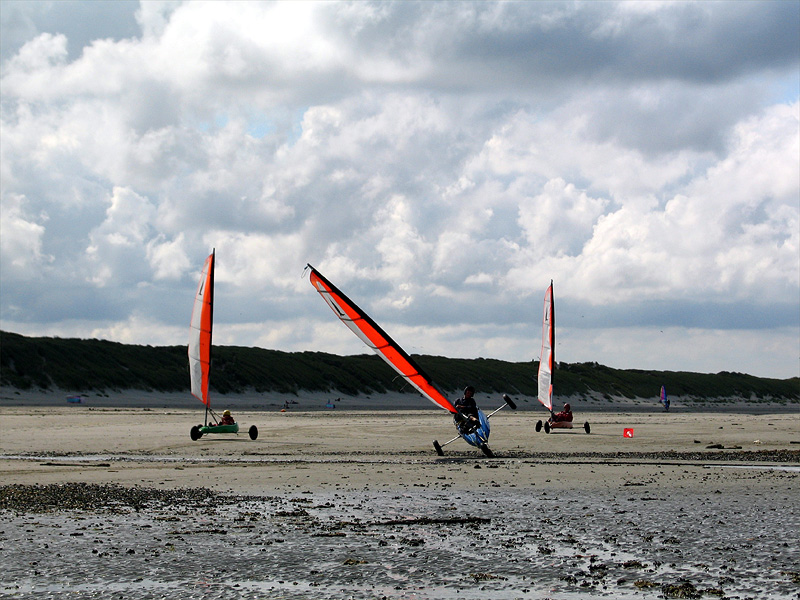
Strandsegeln an den breiten Stränden der Picardie, Frankreich (2003)

Heute werden vereinzelt Segelwagen als sogenannte Strandsegler zum Freizeitvergnügen und zu sportlichen Zwecken gebaut.
In der Regel gleicht ein moderner Strandsegler einem Kajak auf drei Rädern mit einem Segel. Einfachere Modelle bestehen auch nur aus einem unverkleideten Rohrrahmen. Der Strandsegler wird von einem Fahrer über das lenkbare Vorderrad und die Segelstellung gesteuert. Bei einigen Modellen lassen sich die Räder im Winter gegen Kufen austauschen, siehe Eissegeln.

#### Zugdrachen
Eine besondere Form des Strandsegelns stellt das Kitebuggyfahren dar, bei dem nicht ein Segel, sondern ein Lenkdrachen Zugkraft liefert.
Auf ausreichend harten, glatten, ebenen Flächen lässt es sich mit Inlineskates drachengezogen rollen. Typisch wird die Zugkraft der typisch 4 Drachenleinen zusammengefasst und über einen Karabiner auf einen Ring am Hüft- oder Körpergurt geleitet. Der Ring sitzt in der Nähe des Nabels und damit nahe dem Körperschwerpunkt. Der Drachenflug wird über das Ziehen und Kippen von zwei Handgriffen gesteuert, deren Enden mit den Leinen zum Drachen verbunden sind.

### Racing AEOLUS

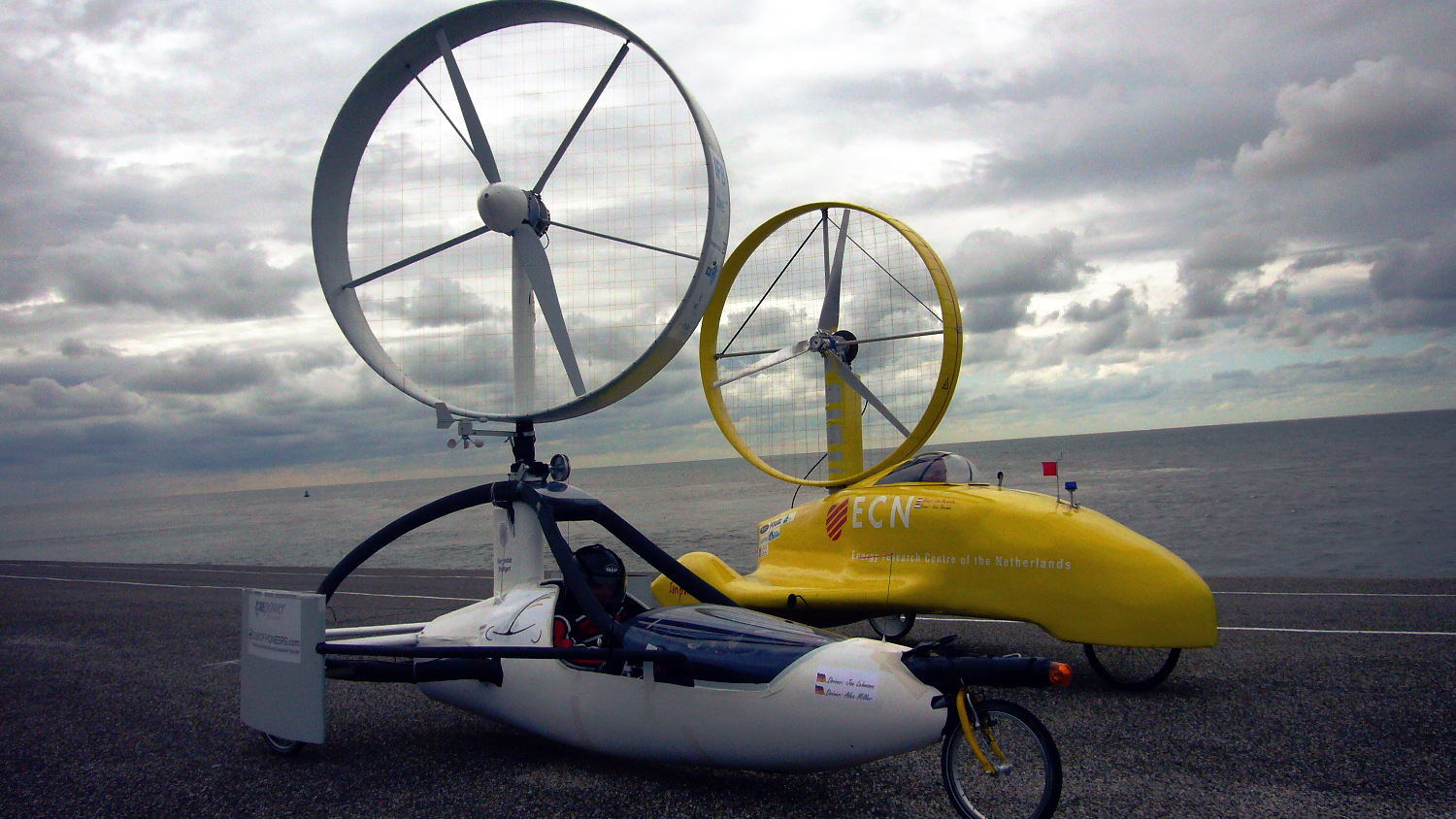
Windautos beim Aeolus Race 2008: Erster Platz InVentus Ventomobile (Uni Stuttgart, im Vordergrund), zweiter Platz ECN-impulse (im Hintergrund)

Die Dutch Association of Technology Transfer (ATO, Niederländische Gesellschaft für Technologietransfer) und das Energy Research Centre of the Netherlands (ECN, Zentrum für Energieforschung der Niederlande) veranstalteten am 20.–23. August 2008 in Den Helder im Nordwesten von Holland einen Wettbewerb, bei dem ausschließlich durch Windkraft angetriebene Fahrzeuge gegeneinander antraten. Die Fahrzeuge mussten imstande sein, direkt – das heißt ohne zu kreuzen – gegen den Wind zu fahren. Wegen dieser Anforderung konnten keine Segel verwendet werden. Stattdessen muss die Windkraft mittels kleiner Windkraftanlagen eingefangen werden, ein Konzept, das sich erstmals Guido da Vigevano im Jahre 1335 für einen Streitwagen für Philipp VI. ausgedacht hatte.
Am ersten Rennen beteiligen sich mit ihren Fahrzeugen:
- Universität Stuttgart – InVentus Ventomobil
- Energy Research Centre of the Netherlands (ECN) Windenergie – ECN-impulse
- Fachhochschule Flensburg – Windbike
- TU Denmark (DTU) – WinD TUrbine racer
- Universität Kiel / Fachhochschule Kiel – (Baltic Thunder)
- Centre for Renewable Energy Sources (CRES), Pikermi, Griechenland – Zephyros

### Schneller als der Wind – vor ihm und gegen ihn
Blackbird hat mit Propellerwirkung im Juli 2010 demonstriert, dass ein windgetriebenes Fahrzeug direkt vor dem Wind schneller als der Wind fahren kann.
Blackbird des Teams Thin Air Designs (Rick Cavallaro und John Borton) wurde von Joby Energy, Santa Cruz, Kalifornien gesponsert.

#### Blackbird vor dem Wind
Im Gegensatz zu den Fahrzeugen beim Aeolus Race, deren Windturbinen die Räder antreiben, nutzte der Blackbird für den Rekord VOR dem Wind einen Propeller, dessen Rotation von den Rädern angetrieben wird.
Die Propellerflügel des Blackbird schrauben sich in diesem Fall dank positivem Anstellwinkel und Profilierung in der mit Windgeschwindigkeit bewegten Luftmasse des Windes dank Flügelauftrieb nach vorn. In Wind- gleich Fahrrichtung betrachtet wirkt die Rotationsebene des Propellers als quer im Wind stehendes Segel, das durch seine erzeugte Luftwiderstandskraft den Wagen voranschiebt. Weil dieses „Segel“ in seiner eigenen Fläche mittels Propellerflügeldrehung quasi Luft auf die angeströmte Seite, also dem Wind entgegenpumpt, kann das Segel und mit ihm der Wagen schneller als der Wind angeschoben werden.
Von außen – landfest – betrachtet bremst der Wagen mit seinem Propeller-Segel lokal die Windgeschwindigkeit, daraus wird jener Impuls (oder die Energie) gewonnen, der (die) den Wagen antreibt.
Der Pilot im Fahrzeug erlebt am Stand Rückenwind, mit zunehmender Geschwindigkeit des Fahrzeugs nimmt seine Windwahrnehmung bis auf Null ab, wenn der Wagen genau Windgeschwindigkeit erreicht. Wird der Wagen schneller als der Wind, ist Fahrtwind von vorne zu spüren, wird der Wagen schneller als die doppelte Windgeschwindigkeit, erreicht der Fahrtwind von vorne höheres Tempo als der Wind (über Grund, in der Gegenrichtung).

#### Blackbird gegen den Wind
Im Juni 2012 fuhr eine Turbinen-Version des Blackbird auch direkt GEGEN den Wind schneller als der Wind. Ebenfalls mehr als zweimal so schnell – gegenüber dem Boden. Subjektiv merkt der Pilot dann Fahrtwind mit gut dreifacher Windgeschwindigkeit.
Das Blackbird-Team wusste nicht davon, dass schon 1969 Bauer in den USA ein Indiz dafür angab, mit einer Windturbine schneller als der Rückenwind gefahren zu sein.
Dem Blackbird Team war auch nicht bekannt, dass Heinz Urbitsch in Berlin schon am 3. August 1978 ein Patent „Windkraftantrieb für Fahrzeuge“ angemeldet hatte.
Bei dieser Patentanmeldung ging es um ein mit Windkraft angetriebenes Fahrzeug, das auf dem Land und auf Eisflächen betrieben wird und in beliebiger Richtung Geschwindigkeiten erreicht, die größer als die Windgeschwindigkeit sein können.
Das Patent wurde wegen Verdacht auf „Perpetuum mobile“ zunächst nicht erteilt. Nach Vorlage eines rechnerischen Nachweises und Erläuterungen zur Funktionsfähigkeit wurde das Patent Nr. 146429 schließlich am 11. Februar 1981 vom Amt für Erfindungs- und Patentwesen erteilt.
Von 2011 bis 2013 wurde zwischen Rick Cavallaro und Heinz Urbitsch ein umfangreicher Schriftverkehr per Mail geführt. Dabei wurden u. a. das oben genannte Patent, die Blackbird-Versuche, eigene Modellversuche und der einfache Umbau des Blackbird auch für die Fahrweise gegen den Wind erörtert.
Dem Blackbird-Team wurde in dem Zusammenhang auch mitgeteilt, dass ein kleines, ferngesteuertes Modellfahrzeug (Propellerdurchmesser 66 cm) ohne Umbauten nur durch Änderung der Fahrtrichtung und der Übersetzung zwischen Rad und Propeller sowohl vor als auch gegen den Wind fahren kann.
Ferngesteuertes Modell vor- und gegen den Wind (Windauto)
Das ferngesteuerte Modellfahrzeug wurde nicht nur mit Rick Cavallaro besprochen, sondern auch der TU Berlin, Fakultät V, Verkehrs- und Maschinensysteme vorgestellt und dort begutachtet. Die zuständigen Spezialisten der TU fanden es sehr interessant, das vorhandene Modellfahrzeug (hier „Windauto von Dr. Urbitsch“ genannt) zu analysieren und die von vielen Experten bezweifelte Funktion auch theoretisch nachzuweisen. Das erfolgte im Rahmen der Bachelorarbeit „Theoretische Untersuchungen zur Dynamik eines windgetriebenen Fahrzeugs“, Berlin, 28. Februar 2012, Verfasser: Zhong Cao, Betreuer: Wolfram Martens und David Marten. Durch die Arbeit wurde auch theoretisch nachgewiesen, dass das Windauto wirklich schneller als der Wind fahren kann, obwohl es kein Perpetuum mobile ist.

### Wind Wagon Astrakan
Eine Gruppe von sechs bis sieben Schweden – Bootsbauer, Tischler, Künstler – baute bis Juni 2012 einen vierrädrigen Segelwagen (12,2 m lang, 10,7 m hoch und etwa 4 m breit: angeblich der größte Segelwagen) mit vier Rahsegeln auf zwei rund 10 m hohen Masten, mit dem sie Sommer 2012 in Nevada 500 km (?) durch die Black Rock Desert rollten und auch Burning Man besuchten. Mit 74,3 m² Segelfläche wurden 44,4 km/h Geschwindigkeit erreicht.
Laut Konstrukteur Jens Langert basiert die Projektidee auf der Geschichte von Wind Wagon Thomas, der 1853 ein Unternehmen gründen wollte, um Siedler in Nordamerika windgetrieben in den Westen zu transportieren, jedoch an technischen Problemen scheiterte.
Nach dem historischen Vorbild Prarieclipper wurde der Replikat-Wagen an Deck und Takelage aus Holz und Hanfseilen aufgebaut, die Segel ebenfalls aus Naturfaser. Die Räder mit sechs Speichen und Felgen aus Metall tragen allerdings schmale Luftreifen – die jedoch erst in den 1880ern erfunden wurden – mit starkem Traktorprofil, das bei Bedarf guten Griff mit den Händen erlaubt. Astrakan wurde nach dem Apfelbaum benannt, den im Roman von Vilhelm Moberg die schwedische Emigrantin Kristina im 19. Jhdt. in Amerika gesät hat. Der Wagen wurde in Schweden gebaut und zerlegt im 40-Fuß-Container in die USA transportiert. Der Gefahr in einen Tornado zu kommen, wollte man mit raschem Segeleinholen begegnen. Sommer 2013 sollte ein Film über die Fahrt erscheinen.

### Segelfahrräder

#### Ohne Rotor
Schon 1971 fuhr George Patterson, Erfinder des „Wing Mast“ (sowie sein Sohn Todd) das von ihm designte Aerocycle, mit am Grossbaum über dem Kopf handgeführten etwa 3 m hohen und 3 m² großen Dreieckssegel. Der Fahrer sitzt weit hinten fast über dem Hinterrad, der Lenker ist mit einer viertelkreisförmigen Reling (eine bogenförmige Pinne) nach hinten ergänzt. Wendig lässt sich das Zweirad, die Beine auf Fußrasten gestemmt, mit dem Mast über dem Steuerkopf auf Strand und Asphalt sogar freihändig fahren. Es soll bei starkem Wind eine Geschwindigkeit von 80 km/h erreicht haben.
Für behelfsmäßiges nicht ungefährliches zweirädriges Sail Biking vor dem Wind reichen schon 2 m² Polyethenfolie zwischen 2 waagrechten Rohren, das obere handgehalten, vor dem Oberkörper.
Windbike ist ein Rennrad, das hinter dem Sattel um einen 2 m hoch aufragenden Mast ergänzt wurde der übereinander zwei rautenförmige mit Stäben aufgespreizte und nach unten abgespannte Segel (AireLibre.com, Madrid, wohl Lenkdrachen) trägt. Seitenwind erzeugt Vortrieb, Kipp- und Giermoment halten sich dank insgesamt nur 1 m² Segelfläche in Grenzen.
Pterosail setzt ein Vorsegel zwischen Bugspriet und mittigem einfachen oder A-förmigem Großmast am Liegedreirad und soll laut Hersteller in ganz USA straßenzulässig sein.
Whike basiert auf einem hinten zweirädrigen Dreirad, das in der Mitte einen schrägen Mast erhält an dem ein Segel mit angepasster Kontur nach hinten abgespreizt wird und so 50 km/h erreicht.

#### Mit Rotor
Der Deutsche Gustav Winkler hatte als 10-jähriger die Idee ein von Gegenwind angetriebenes Fahrrad zu bauen und konnte es 45 Jahre später realisieren. Sein 3-rädriges Fahrrad mit 6-flügeligem Windrad war bei einem der internationalen Wettbewerbe, die seit 2008 an der windsicheren Küste von Dänemark und den Niederlanden jährlich stattfinden, das langsamste.

### Segeln auf Schienen
Das französische Künstlerduo HeHe mit Heiko Hansen stellte ab 6. Dezember 2013 in der Grazer Galerie rotor Radeau de sauvetage (Rettungsfloss) aus, das auf 6 kleinen Kunststoffrädern auf Normalspur-Eisenbahnschienen fährt.

### Drachenfähre
Um eine Kamera oder eine Vorrichtung, die etwa Flugzettel von oben verstreuen soll, eine Leine eines schon am Himmel stehenden Drachens hinauffahren, also -segeln zu lassen, braucht es eine Drachenfähre. Der Hauptdrachen kann auf diese Weise um die Nutzlast erleichtert gestartet werden und diese ist dem Beschädigungsrisiko beim Start nicht ausgesetzt. Erst die Drachenfähre – geführt durch Gleitösen oder Seilrollen, angetrieben durch Wind – hebt die Nutzlast, kann oben einklinken und verbleiben, durch die Ankunft oben ausgelöst, auf Abwärtsfahrt umgeschaltet oder an ihrer Zugleine wieder heruntergezogen werden.